# Kathog
Kathok, is een van de zes moederkloosters van de nyingmaschool. De andere vijf zijn Dorje Drag, Dzogchen, Mindroling, Palyul en Shechen. Het klooster bevindt zich in de regio Baiyü in de Autonome Tibetaanse Prefectuur Garzê in de provincie Sichuan. Het klooster is in 1159 gesticht.

## Het klooster
De stichter van het klooster is Katokta Katokta Dampa Desheg (1122-1192). Hij was een neef van Phagmo Drupa Dorje Gyalpo, stichter van de phagdru kagyütraditie in het Tibetaans boeddhisme. Katokta studeerde bij een aantal leraren, waaronder Dzamtön. In de overlevering gaf deze hem de profetie mee dat hij eens naar een plaats met de naam Kathok zou moeten reizen om daar het geloof in de nyingma-doctrine te verspreiden. Katokta arriveerde bij een plaats met de naam Katil en vroeg daar aan een paar kinderen waar de plaats Kathok was. Die wezen hem een vallei en omdat de heuvel gelijkenis vertoonde met de letter KA werd dat de plaats van het toekomstige klooster.
Katokta moest daar eerst nogal veel weerstand overwinnen van en bij een aantal priesters van de daar aanwezige bönreligie. Katokta zou die echter in een magische strijd hebben weten te verslaan en toen het klooster hebben gebouwd.
Na zijn dood werd de lijn voortgezet door een aantal leerlingen. Eén daarvan, Drutsagangpa, is in de nyingmatraditie bekend, omdat hij in de omliggende districten van het klooster 108 gebedsplaatsen (schuilplaatsen) zou hebben weten te realiseren.

## De stoepa
Tijdens de periode van de vierde abt van het klooster, Chenga Mangpuwa Sönam Bumpa (1222-1281), werd Sakya Pandita, de belangrijkste vertegenwoordiger van de op dat moment in Tibet dominante sakyatraditie, uitgenodigd aan het hof van de Mongoolse vorst Godan Khan. In 1244 vertrok hij met zijn neef Phagspa daarheen. De reis duurde ruim twee jaar, omdat ze onderweg een aantal keer ergens langdurig verbleven. Tijdens een van die verblijfsperiodes werd hun gevraagd een pas gebouwde tempel aan de rivier de Dzing waar het klooster Kathog ook aan ligt in te wijden. Om strategische redenen vroeg de Sakya Pandita aan de abt van Kathog dit gezamenlijk te doen. Die had eerst weinig belangstelling om te deel te nemen in de consecratie van een tempel van een van de nieuwe tradities. Kathog was echter een relatief arm klooster, waardoor Sakya Pandita na het aanbieden van een aanzienlijke hoeveelheid zilver aan het klooster Kathog toch voor elkaar kreeg dat beide samen de inwijding uitvoerden.
Sakya Pandita is nadien niet meer teruggekeerd naar Tibet;Phagspa keerde daarentegen in 1256 wel weer terug naar Tibet. Op die terugreis verbleef hij opnieuw nabij Kathog en werd op zijn kosten een bronzen stoepa van drie verdiepingen bij het klooster gebouwd.

## Overig
Een van de monniken van het klooster uit de eerste helft van de achttiende eeuw, Tsebang Norbu, heeft het grootste deel van zijn leven gewijd aan het kopiëren van teksten van inscripties uit de tijd van het Tibetaanse rijk.In de twintigste eeuw was een deel van de tekst op de oorspronkelijke inscripties onleesbaar geworden. Door het werk van deze monnik is de volledige tekst bekend. Ook de volledige tekst van een aantal edicten uit die periode is dankzij Tsebang Norbu bewaard gebleven, zoals de tekst van het Verdrag van Chang'an.
Het klooster is verder onder meer bekend vanwege de daar aanwezige traditie om commentaren te schrijven op Guhyagarbha-tantra, de belangrijkste tantra van de Mahayoga en een van de negen methoden van instructie van de nyingma.
In het klooster waren eerste helft 20e eeuw meestal circa 500 monniken aanwezig. Het klooster werd tijdens de Culturele Revolutie (1966-1976) zwaar beschadigd, maar is begin 21e eeuw grotendeels herbouwd.Aan het begin van de 21e eeuw was Chadrel Sangye Dorje de 91e abt van het klooster in de lijn van de successie.